# Parque nacional de Loimwe
El Parque nacional de Loimwe es un parque nacional en las colinas de Shan, en el país asiático de Birmania. Se encuentra cerca de Loi Mwe o Lwemwe, que quiere decir "la montaña brumosa" o "la montaña llena de niebla". El lugar constituye el sitio donde se localizaba la sede del Alto Comisionado de Distrito británico en la época de la Birmania colonial.